# Germigney (Jura)
Germigney település Franciaországban, Jura megyében. Lakosainak száma 77 fő (2022. január 1.). Germigney Étrepigney, Chamblay, Chatelay, Chissey-sur-Loue és Santans községekkel határos.

## Népesség
A település népességének változása:
| Lakosok száma | 84   | 87   | 79   | 82   | 84   | 80   | 78   | 76   | 75   | 77   |
|               | 1968 | 1982 | 1990 | 2006 | 2013 | 2015 | 2017 | 2019 | 2020 | 2022 |